# Huércal-Overa
Huércal-Overa ist eine spanische Gemeinde im Verwaltungsgebiet Levante Almeriense der Provinz Almería in der Autonomen Gemeinschaft Andalusien. Die Bevölkerung von Huércal-Overa bestand im Jahr 2024 aus 20.609 Einwohnern. Die Gemeinde besteht aus verschiedenen Ortsteilen.

## Geografie
Die Gemeinde ist nahe der Grenze zur Provinz Murcia gelegen. Huércal-Overa liegt im Tal von Almanzora und ihre wichtigsten wirtschaftlichen Einnahmequellen haben mit der Landwirtschaft zu tun.

## Geschichte
Der Ursprung von Huércal-Overas geht auf die Zeit des muslimischen Al-Andalus zurück. Aus dieser Zeit sind noch zwei Burgen erhalten. 1488 kam die Stadt Lorca zu dem von Christen in der Reconquista zurückeroberten Gebiet. 1668 wurde Huércal-Overa unter dem heutigen Namen von Lorca unabhängig.